# 高橋英郎
高橋 英郎（たかはし ひでお、1931年10月9日 -2014年3月18日）は、日本の音楽・文芸評論家。

## 経歴
東京府生まれ。東京大学文学部仏文科卒業。明治学院大学文学部教授を経て、1983年より「モーツァルト劇場」を主宰、日本語によるオペラ公演の制作・訳詞・総監督を務める。1975年プーランク＝アポリネールの『ティレジァスの乳房』の訳詞上演でジロー・オペラ賞を受賞。1990年トマの『ハムレット』でクリエーション大賞を受賞。モーツァルト5大オペラをはじめ、ドビュッシー、プーランク、オッフェンバックなど、これまでの舞台公演に対して2006年度エクソンモービル音楽賞を受賞（著書のプロフィールより）。
2014年3月18日午前4時21分、慢性呼吸不全のため、東京都内の病院で死去。82歳没。

## 著書
- 『人間の歌モーツァルト』白水社 1977
- 『ミューズの子モーツァルト』音楽之友社(ジュニア音楽図書館作曲家シリーズ)　1980
- 『世紀末の音楽』小沢書店 1983
- 『モーツァルト』講談社現代新書 1983
- 『モーツァルト 遊びの真実』音楽之友社 1989
- 『モーツァルト366日』白水社 1991
- 『エスプリの音楽』春秋社 1993
- 『モーツァルトで一日が始まり一日が終わる』講談社+α文庫 1997
- 『モーツァルトの手紙』小学館 2007
- 『三島あるいは優雅なる復讐』飛鳥新社 2010

### 編著
- 『モーツァルト頌』吉田秀和共編 白水社 1966
- 『モーツァルト・オペラ・歌舞伎』音楽之友社 1990
- 『モーツァルト紀行』アサヒグラフ共編著 朝日新聞社 1991
- 『モーツァルト全作品ディスコグラフィ』若松茂生共編 小学館 1992

### 翻訳
- スタンダール『モーツァルト』冨永明夫共訳 中央公論社 1957／東京創元社 1966、新装版1979、2006
  - 『ハイドン・モーツァルト・メタスターシオの生涯』「スタンダール全集 11」 人文書院 1970
- アンリ・ゲオン『モーツァルトとの散歩』白水社 1964、新装版1980、1988
- ジャン=ヴィクトル・オカール『モーツアルト』白水社 (永遠の音楽家)　1968、新装版1978
- ピエール・ジャン・ジューヴ『モーツァルトのドン・ジュアン』白水社 1970
- ブリジット・ブローフィ『劇作家モーツァルト モーツァルトならびにそのオペラと時代に関する新しい一考察』石井宏共訳 東京創元新社 1970
- 『モーツァルト書簡全集』全6巻、海老沢敏共訳 白水社 1976-2001
- ジャック・シャイエ『魔笛 秘教オペラ』藤井康生共訳 白水社 1976、新装版2011
- 編訳『モーツァルトとともに一年を』 木耳社 1978
- ロバート・L.マーシャル編著『モーツァルトは語る ぼくの時代と音楽』内田文子共訳 春秋社 1994
- マイケル・レヴィ『モーツァルト 光と影のドラマ』内田文子共訳 音楽之友社 1996
- ダヴィッド・リッサン『オッフェンバック 音楽における笑い』東多鶴恵共訳 音楽之友社 2000